# Ulrich Klieber
Ulrich Klieber (* 13. Oktober 1953 in Göppingen) ist ein deutscher Maler, Zeichner, Grafiker, Keramiker, Kunstpädagoge, Hochschullehrer und Autor. Von 2003 bis 2010 war er Rektor der Burg Giebichenstein Kunsthochschule Halle.

## Leben
Nach dem Abitur am Hohenstaufen-Gymnasium Göppingen studierte Ulrich Klieber von 1973 bis 1978 an der Staatlichen Akademie der Bildenden Künste Stuttgart Malerei und Kunsterziehung bei den Professoren Hugo Peters, Horst Bachmayer und K. R. H. Sonderborg sowie von 1974 bis 1977 Kunstgeschichte an der Universität Stuttgart. An das Staatsexamen in Stuttgart schloss sich von 1978 bis 1979 ein Malerei-Studium am Royal College of Art in London bei John Golding und Paul Huxley an.
Seit 1985 als freischaffender Künstler tätig, erhielt Klieber 1995 einen Lehrauftrag an der Burg Giebichenstein Kunsthochschule Halle und wurde im darauf folgenden Jahr auf eine Professur für Bildnerische Grundlagen im Fachbereich Kunst berufen. Ab 2001 war er für zwei Jahre Prorektor der Hochschule, um anschließend bis zum Jahre 2010 das Amt des Rektors zu übernehmen. Gastprofessuren führten Klieber im Jahre 2000 sowie 2010 an die University of Industrial Design in Hanoi/Vietnam, 2004, 2012 sowie 2014 an die Tianjin Academy of Fine Arts in Tianjin/China. Seit dem Jahre 2015 ist er Adjunct Professor an der Ton Duc Thang University in Ho Chi Minh City/Vietnam.
Kliebers künstlerisches Werk schließt neben der Malerei und Grafik auch keramisches Schaffen ein. Verschiedene architekturbezogene Projekte hat er in Deutschland, Frankreich und Japan ausgeführt. Die Zielsetzungen und Ergebnisse seiner pädagogischen Konzeption haben in mehreren eigenen Veröffentlichungen ihren Niederschlag gefunden.
Ulrich Klieber lebt und arbeitet in Halle (Saale), Adelberg und Murnau.

## Ausstellungen
Seit 1978 ist Ulrich Klieber mit seinen Werken in zahlreichen Einzel- und Gruppenausstellungen sowohl im nationalen wie im internationalen Bereich in Erscheinung getreten.

## Werke in öffentlichen Sammlungen (Auswahl)
- Gemeinde Adelberg
- Artothek Berlin
- Anhaltische Landesbücherei Dessau
- Künstlerbahnhof Ebernburg
- Graphische Sammlung der Stadt Esslingen am Neckar
- Landkreis Esslingen
- Städtische Sammlung Gaggenau
- Städtische Sammlung Geislingen an der Steige
- Hohenstaufen-Gymnasium Göppingen
- Kunsthalle Göppingen
- Landkreis Göppingen
- Burg Giebichenstein Kunsthochschule Halle
- Badisches Landesmuseum Karlsruhe
- Kernforschungszentrum Karlsruhe
- Regierungspräsidium Nordwürttemberg Karlsruhe
- Deutsche Bücherei Leipzig
- Ministerium für Bildung, Wissenschaft, Weiterbildung und Kultur Rheinland-Pfalz Mainz
- Schiller-Nationalmuseum und Deutsches Literaturarchiv Marbach
- Lyrik Kabinett München
- Städtische Sammlung Nürtingen
- Forschungsstätte für Frühromantik und Novalis-Museum, Schloss Oberwiederstedt
- Städtische Galerie Ostfildern
- Städtische Sammlung Schramberg
- Landeshochbauamt Schwäbisch Gmünd
- Kulturamt Stuttgart
- Kunstmuseum Stuttgart
- Ministerium für Wissenschaft, Forschung und Kunst Baden-Württemberg Stuttgart
- Staatliche Akademie der Bildenden Künste Stuttgart
- Württembergische Landesbibliothek Stuttgart
- Universitätsklinikum Tübingen
- Kreisstadt Unna[2]

## Auszeichnungen
- 1976 1. Preis für Malerei, Jugendpreis Ulm
- 1977 Preis der Staatlichen Akademie der Bildenden Künste Stuttgart
- 1977 Preis der Galerie Alpirsbach
- 1978 Jahresstipendium des Deutschen Akademischen Austauschdienstes für Großbritannien
- 1978 1. Preis der Galerie Alpirsbach
- 1980 Stipendium der Kunststiftung Baden-Württemberg
- 1982 Stipendium der Stadt Göppingen[3]
- 2014 Hallescher Kunstpreis
- 2016 Ehrengast im Bereich Bildende Kunst im Künstlerhaus „Lukas“, Ahrenshoop

## Schriften
- Wege zum Bild: Ein Lehrkonzept für künstlerisches Gestalten. E. A. Seemann Verlag, Leipzig 2007, ISBN 978-3-86502-131-1.
- Die Linie: Beispiele aus der künstlerischen Lehre. E. A. Seemann Verlag, Leipzig 2009, ISBN 978-3-86502-197-7.
- Black # Black: Kunst im Dialog / Art in Dialogue: Ein Workshop Deutschland-China / A German-Chinese Workshop. E. A. Seemann Verlag, Leipzig 2009, ISBN 978-3-86502-219-6. (Texte: Ulrich Klieber, Zhang Yaolei; Übers.: Anna Helm)
- Skizzenbuch: Gedanken zu Kunst und Lehre. E. A. Seemann Verlag, Leipzig 2011, ISBN 978-3-86502-251-6.
- Zur künstlerischen Lehre: neue Aufgaben finden / Workshops. E. A. Seemann Verlag, Leipzig 2012, ISBN 978-3-86502-263-9.
- Plastische Übungen in der künstlerischen Lehre. E. A. Seemann Verlag, Leipzig 2014, ISBN 978-3-86502-303-2.
- On the road again: Geschichten zur Kunst. E. A. Seemann Verlag, Leipzig 2015, ISBN 978-3-86502-302-5.
- Ulrich Klieber / He Dong / Zhang Yaolai: Black and White = Colour: ein Workshop mit Studierenden in China. E. A. Seemann, Leipzig 2015, ISBN 978-3-86502-359-9.
- Improvisieren: Künstlerische Übungen mit fast nichts. E. A. Seemann, Leipzig 2016, ISBN 978-3-86502-341-4.
- Ulrich Klieber und Nguyen Thi Thuy Van: Tusche, Fische, Ananas: ein Workshop mit Studierenden in Vietnam = Mực tàu, cá, dứa. E. A. Seemann, Leipzig [2016], ISBN 978-3-86502-388-9.
- Begegnungen mit Kunst. Halle (Saale): Burg Giebichenstein Kunsthochschule Halle / University of Art and Design, 2018, ISBN 978-3-86019-145-3.
- Kopfportraet: Annäherung an ein schwieriges Thema. Coq-Art, Halle (Saale) 2019, ISBN 978-3-948190-00-2.